# Bahnhof Stockerau

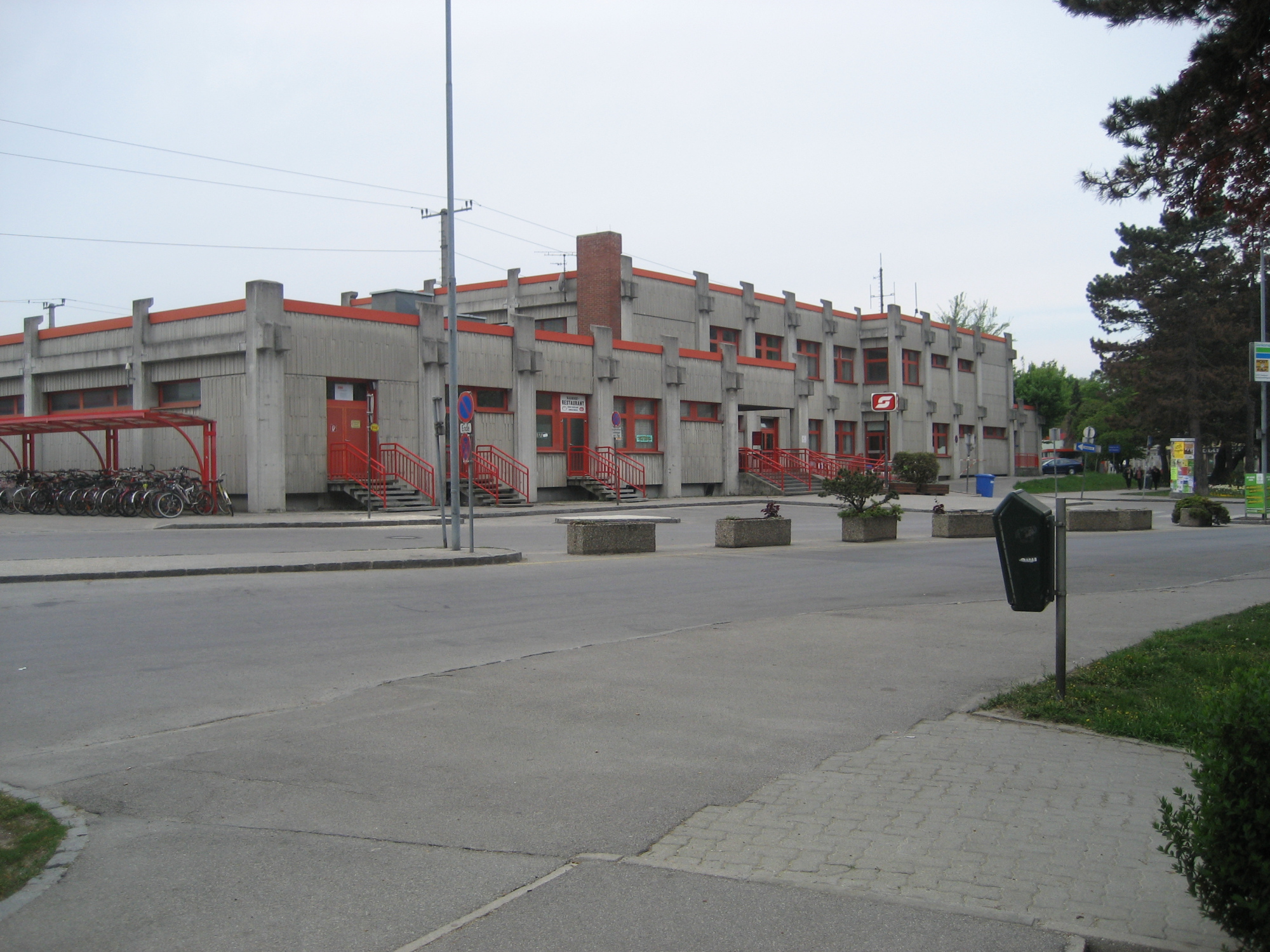
Das Aufnahmegebäude vom Bahnhofsvorplatz aus gesehen (2009)

Der Bahnhof Stockerau liegt im Gemeindegebiet von Stockerau im Bezirk Korneuburg in Niederösterreich. Der Bahnhof liegt direkt an der Nordwestbahn und ist auch Ausgangspunkt der Bahnstrecke nach Absdorf-Hippersdorf.

## Geschichte
Im Jahr 1841 wurde Stockerau an die Nordwestbahn angeschlossen. Am 1. November 1871 wurde die Strecke bis nach Znojmo verlängert. Während der Planungsphase für einen neuen Bahnhof in Stockerau in den 1970er Jahren wurde gerade die Wotrubakirche von Fritz Wotruba in Wien-Mauer fertiggestellt. Inspiriert von diesem Bauwerk ließ die Direktion der Bundesbahnen auch die Geometrie des Bahnhofs Stockerau in Beton formen. Der neue Bahnhof im Frühling 1979 fertiggestellt, das alte Bahnhofsgebäude aus den 1870er Jahren dann Anfang der 1980er Jahre abgerissen.
Der Bahnhof wurde im Rahmen der Bahnhofsoffensive zwischen Dezember 2011 und Oktober 2012 von der ÖBB Infrastruktur Bau AG modernisiert und behindertengerecht ausgestattet.

## Architektur und Ausstattung
Die Fassade dieses Stahlskelettbaus ist im Hochformat reliefartig gerastert. Die Fensterfassungen sowie die Stiegengeländer sind in orange-roter Farbe gestrichen. Die bis 2010 bestehenden Wartehäuschen auf den Bahnsteigen erinnerten in Farbe und Form an die erste Wiener U-Bahngeneration.

„An allen Gebäudeseiten beherrscht die vor die Fassadenflucht gelegten Stützen mit ihrem eigenartigen Rhythmus das Erscheinungsbild“

### P+R-Anlagen
Die Park & Ride Anlage auf der anderen Seite der Bahn besteht seit 2010 und weist etwa 987 Abstellplätze auf.

## Linien im Verkehrsverbund Ost-Region
| Linie | Verlauf |
| ----- | --- |
| REX3  | (Znojmo -) Retz – Hollabrunn – Stockerau – Korneuburg – Wien Floridsdorf – Wien Rennweg – Wien Meidling (- Wiener Neustadt Hbf – Payerbach-Reichenau) |
| S3    | Wiener Neustadt Hbf – Baden – Wien Meidling – Wien Matzleinsdorfer Platz – Wien Hauptbahnhof 1-2 – Wien Quartier Belvedere – Wien Rennweg – Wien Mitte – Wien Praterstern – Wien Traisengasse – Wien Handelskai – Wien Floridsdorf – Stockerau – Hollabrunn                                        |
| S4    | Wiener Neustadt Hbf – Baden – Wien Meidling – Wien Matzleinsdorfer Platz – Wien Hauptbahnhof 1-2 – Wien Quartier Belvedere – Wien Rennweg – Wien Mitte – Wien Praterstern – Wien Traisengasse – Wien Handelskai – Wien Floridsdorf – Stockerau – Absdorf-Hippersdorf (– Tulln Stadt – Tullnerfeld) |
| 104   | Mistelbach – Ernstbrunn – Stockerau – Tulln – St. Pölten |
| 830   | Stockerau – Korneuburg |
| 831   | Stockerau – Leobendorf – Korneuburg |
| 825   | Stockerau – Oberzögersdorf |
| 828   | Korneuburg – Stockerau – Zissersdorf – Hollabrunn |
| 826   | Stockerau – Bruderndorf – Maisbirbaum |
| 827   | Stockerau – Großmugl – Merkersdorf – Ernstbrunn |
| 7570  | Nachtbus Wien – Korneuburg – Stockerau |
| 840   | Stockerau – Unterparschenbrunn |
| 841   | Stockerau – Absdorf-Hippersdorf |
| 893   | Stockerau – Horn |